# Czcirad
Czcirad – imię męskie utworzone na wzór imion pochodzenia słowiańskiego, nienotowane w czasach staropolskich.
Czcirad imieniny obchodzi 29 marca.